# Надь, Ференц
Ференц Надь (венг. Nagy Ferenc; 8 октября 1903 — 12 июня 1979) — венгерский политик из Независимой партии мелких хозяев. Спикер Национального собрания с 29 ноября 1945 по 5 февраля 1946 и член Высшего национального совета с 7 декабря 1945 по 2 февраля 1946, с 4 февраля 1946 по 31 мая 1947 — премьер-министр Венгрии.

## Биография
В 1924 году вступил в правую Христианскую партию земледельцев, мелких хозяев и мещан, в 1930 вместе с Золтаном Тилди создал отдельную Независимую партию мелких хозяев, генеральным секретарём которой был с 1930 по 1945 годы. После немецкой оккупации Венгрии 12 апреля 1944 г. арестован гестапо.
Хотя до Второй мировой войны примыкал к левому крылу партии, после войны занимал антикоммунистические позиции. В должности премьер-министра противодействовал попыткам Левого блока, контролируемого коммунистами, получить всю полноту власти в Венгрии. Вёл переговоры с советским правительством о возвращении венгров с принудительных работ в СССР.
В мае 1947 года выехал в Швейцарию с женой — официально для того, чтобы изучать швейцарский опыт сельского хозяйства. После выезда из страны он начал принимать телефонные звонки из Будапешта, в которых сначала ему приказывали вернуться на родину, затем настоятельно советовали не делать этого. Арестовали его личного секретаря по обвинению в подрывной деятельности. Надю говорили, что он не доедет до Будапешта, если попытается это сделать — по дороге с ним может «что-нибудь случиться». «Вы недооцениваете серьезность ситуации», — предупредил его лидер коммунистов Ракоши, когда Надь в телефонном разговоре назвал обвинения своего сотрудника в заговоре «позорной ложью». После нескольких дней метаний Надь решил остаться за границей и написал заявление об отставке с поста премьер-министра, которое передал венгерским властям в обмен на возвращение ему сына: «В конце концов, заключив в объятия своего ребенка, я вручил эмиссару коммунистов письмо о сложении полномочий — документ, который был крайне нужен им, чтобы “легализовать” их государственный переворот».
Получил убежище в США, где стал членом правления компании Permindex.
Выпустил ряд мемуаров. В 1948 году издательство «Макмиллан» выпустило его книгу «Борьба за железным занавесом» (в соавторстве со Стивеном Свифтом). Гонорары от издания книг позволили ему купить особняк с крупным земельным участком в г. Херндон (штат Вирджиния).
Способствовал возвращению короны святого Иштвана из США в Венгрию в 1978 г.